# Lawrence LeShan
Lawrence LeShan (ur. 6 września 1920, zm. 9 listopada 2020) – amerykański psycholog, autor bestsellera How to Meditate (1974) (Jak medytować, 2001 i 2006), jednego z pierwszych praktycznych podręczników medytacji. Jest autorem lub współautorem ok. 75 artykułów w literaturze profesjonalnej oraz kilkunastu książek dotyczących psychoterapii, wojny, leczenia raka oraz mistycyzmu. Pisał również literaturę science-fiction pod pseudonimem Edward Grendon. 
LeShan otrzymał stopień naukowy Ph.D. w psychologii rozwojowej (Human Development) na University of Chicago, wykładał w Pace College, Roosevelt University oraz New School for Social Research. Pracował jako psycholog kliniczny i zajmował się badaniami 
psychologicznymi przez ponad 50 lat, z czego sześć lat jako psycholog w U.S. Army. 
W latach 60. i 70. LeShan przeprowadził gruntowne badania w kontrowersyjnej dziedzinie parapsychologii. W książkach The Medium, the Mystic, and the Physicist (polski tytuł: Świat jasnowidzących) oraz Alternate Realities opisał podobieństwa pomiędzy mechaniką kwantową i myśleniem mistycznym. W World of the Paranormal: The Next Frontier LeShan rozwinął te idee, twierdząc, że zdolności fizyczne jak telepatia, jasnowidzenie i prekognicja można wyjaśnić za pomocą mechaniki kwantowej. 
W latach 80. zainteresowania LeShana przeniosły się na psychoterapię w terapii rakowej, w której to dziedzinie jest uważany za pioniera. Mieszkał w Nowym Jorku.
LeShan był żonaty z pisarką Eda LeShan.

## Wybrana bibliografia
- 1974: How to Meditate: A Guide to Self-Discovery (wyd. polskie: Jak medytować, wyd. Świat Książki, Warszawa 2006, 13x20,5 cm, 172 str., oprawa twarda; oraz wyd. Rebis 2001, 170 str., 12,5x19,5 cm, oprawa miękka, ISBN 83-7301-039-4)
- 1975: The Medium, the Mystic, and the Physicist: Toward a General Theory of the Paranormal (wyd. polskie: Świat jasnowidzących, wyd. REBIS, Poznań 1994, wyd. II, przekład: Beata Moderska & Tadeusz Zysk, 263 str., 12,5x19,5 cm, oprawa miękka, ISBN 83-85202-24-2)
- 1977: Alternate Realities: The Search for the Full Human Being
- 1980: You Can Fight For Your Life: Emotional Factors in the Treatment of Cancer
- 1982: Einstein's Space and Van Gough's Sky: Physical Reality and Beyond
- 1984: Holistic Health: How to Understand and Use the Revolution in Medicine
- 1992: On the Causes and Prevention of War
- 1994: Cancer As a Turning Point: A Handbook for People with Cancer, Their Families, and Health Professionals
- 1995: Meditating to Attain a Healthy Body Weight
- 1996: Beyond Technique: Psychotherapy for the 21st Century
- 1996: An Ethic for the Age of Space: A Touchstone for Conduct Among the Stars
- 2002: The Psychology of War: Comprehending Its Mystique and Its Madness
- 2002: The Dilemma of Psychology: A Psychologist Looks at His Troubled Profession
- 2004: World of the Paranormal: The Next Frontier
- 2005: Patriotism For Grownups
- 2006: The Pattern of Evil: Myth, Social Perception and the Holocaust
- 2009: A New Science of the Paranormal: the Promise of Psychical Research